# Стадион Костас Давурлис
Стадион Костас Давурлис (грч. Στάδιο Κώστας Δαβουρλής) је фудбалски стадион у граду Патра у Грчкој. Радови на изградњи стадиона почели су 1935. године, а стадион је отворен 1939. године.
До 1992. године носио је име Стадион Панахаики, а име је промењено након смрти фудбалера Костаса Давурлиса исте године.

## Историја
Стадион је званично отворен 6. јуна 1939. године. Првобитно имао само једну трибину, са јужне стране стадиона, 1974. године добио је свој садашњи облик. Постављена су седишта, изграђен је кров на северној страни трибине, док је 1997. године обновљена кафетерија и радња фудбалског клуба, а 2000. године инсталација рефлектора.
Капацитет стадиона се често мењао, а највећи број људи могао је да прими 1974. године, када је за улаз на стадион било на располагању 22.000 карата. Од тада је дошло до смањења капацитета због модернизације стадиона. Рекорд стадиона по броју гледалаца постављен је 1982. године, када је на утакмици између ФК Олимпијакос и ФК Панатинаикос присуствовало 21.350 навијача.
У непосредној близини стадиона налази се спортска затворена дворана Панахаики, изграђена 1984. године.

## Битне утакмице
- 1939 : ФК Панахаики — ФК Астерас Патрас, пријатељски меч
- 1974 : ФК Панахаики — ФК Твенте, меч Купа УЕФА 1973/74.
- 1976 : Фудбалска репрезентација Грчке — Фудбалска репрезентација Израела, пријатељски меч